# Portugese grammatica
De Portugese grammatica, de morfologie en syntaxis van de Portugese taal, lijkt sterk op de grammatica van de meeste andere Romaanse talen – Spaans en Galicisch in het bijzonder. Het is een synthetische en inflectionele taal.
Zelfstandige en bijvoeglijke naamwoorden, voornaamwoorden en lidwoorden worden beperkt verbogen: er zijn twee geslachten (mannelijk en vrouwelijk) en twee getallen (enkelvoud en meervoud). Het naamvalsysteem van het Latijn is verdwenen, maar van sommige persoonlijke voornaamwoorden bestaan drie verschillende vormen: onderwerp, lijdend voorwerp en meewerkend voorwerp. Het merendeel van de zelfstandige naamwoorden en een hoop bijvoeglijke naamwoorden kunnen verkleinende en vergrotende derivationele achtervoegsels aannemen en de meeste bijvoeglijke naamwoorden kunnen een derivationeel achtervoegsel van de vergelijkende trap aannemen. Bijvoeglijke naamwoorden komen normaliter na het zelfstandige naamwoord.
Er zijn drie werkwoordstijden (verleden, heden, toekomst), drie wijzen (aantonende, aanvoegende en gebiedende wijs), drie aspecten (voltooid, onvoltooid en voortdurend) en een verbogen infinitief – uniek voor het Portugees. Portugees is in principe een SVO-taal, hoewel er ook SOV-constructies kunnen voorkomen. Het Portugees uit Portugal is een nulonderwerp-taal, terwijl in het Portugees uit Brazilië vaak wel een onderwerp staat. Voornaamwoorden worden in de omgangstaal ook weggelaten. Het Portugees heeft twee koppelwerkwoorden.
Het heeft een aantal grammaticale kenmerken die het onderscheiden van andere Romaanse talen, zoals een synthetische voltooid verleden tijd en een toekomende tijd in de aanvoegende wijs.

## Zinsstructuur

### Woordsoorten
Zoals in de meeste Indo-Europese talen, waaronder ook Engels en Nederlands, wordt het grootste deel van het Portugese lexicon onderverdeeld in vier woordsoorten: werkwoorden, zelfstandige naamwoorden, bijvoeglijke naamwoorden en bijwoorden. Dit zijn zogenaamde "open" woordsoorten: er kunnen gemakkelijk nieuwe woorden aan worden toegevoegd.
Er is ook een aantal kleine gesloten woordsoorten, zoals voornaamwoorden, voorzetsels, lidwoorden, aanwijzende voornaamwoorden, telwoorden, voegwoorden en een aantal losstaande woorden, zoals eis ("hier is", zoals het Latijnse ecce en het Franse voilà), cadê ("waar is"), tomara ("laten we hopen") en oxalá ("laten we hopen dat").
Binnen de vier grootste woordklassen zijn er veel semi-regelmatige mechanismen om nieuwe woorden van bestaande woorden af te leiden. Soms wordt hierbij de woordsoort veranderd, zoals bij medir ("meten") → medição ("meting"), piloto ("piloot") → pilotar ("besturen").

### Onderwerp, lijdend voorwerp, complement
Het centrale element van bijna elke Portugese zinsnede is een werkwoord, dat verbonden kan zijn aan een, twee, of (soms) drie zelfstandige naamwoorden, het zogenaamde onderwerp, het lijdend voorwerp en het complement. De standaardvolgorde van deze elementen in het Portugees is onderwerp-werkwoord-lijdend voorwerp (SVO, zoals in voorbeeld (1) en (2) hieronder), of, als er ook een complement in de zin voorkomt, onderwerp-werkwoord-lijdend voorwerp-complement (SVOC — voorbeelden (3) en (4)):
(1) {A Maria}S {ama}V {o Paulo}O, "Maria houdt van Paulo."
(2) {O pedreiro}S {construiu}V {a casa}O, "De metselaar heeft het huis gebouwd."
(3) {O presidente}S {nomeou}V {Pedro}O {ministro}C, "De president heeft Pedro aangesteld als minister."
(4) {Ela}S {achou}V {o livro}O {uma chatica}C, "Ze vond het boek saai."
Elk van de drie andere elementen dan het werkwoord kunnen worden weggelaten als de context dat toelaat, maar veel grammaticale regels blijven gelden alsof het weggelaten deel er nog steeds is.

### Nulonderwerp-taal
In tegenstelling tot het Nederlands, is Portugees een nulonderwerp-taal. Dit houdt in dat het toegestaan en soms zelfs verplicht is om een expliciet onderwerp weg te laten. Dit geldt voor het Portugees uit Portugal meer dan voor het Portugees uit Brazilië.
In het Portugees wordt de grammaticale persoon weergegeven in de vervoeging van het werkwoord. Soms wordt het toch in een zin gebruikt om nadruk te geven. Sommige zinnen staan helemaal geen onderwerp toe en in andere gevallen klinkt het vreemd en onnatuurlijk:
"Ik ga naar huis" kan worden vertaald als Vou para casa of als Eu vou para casa, waar eu "ik" betekent.
"Het regent" kan worden vertaald als Está a chover, maar niet als Ele está a chover, waar ele hier staat voor het Nederlandse "het".
"Ik ga naar huis. Ik ga tv kijken." wordt alleen in speciale omstandigheden vertaald als Eu vou para casa. Eu vou ver televisão. In de meeste gevallen wordt op zijn minst de tweede eu ("ik") weggelaten.
Net als in veel andere nulonderwerp-talen, wordt het onderwerp vaak achter in de zin geplaatst, met name in antwoorden op vragen en contrasterende structuren:
Existem muitos ratos aqui! ("Er zijn veel muizen hier")
Quem é que foi? Fui eu. ("Wie was het? Ik was het.")
Ela não comeu o bolo, mas comi eu. ("Zij heeft de taart niet gegeten, maar ik.")

## Soorten zinnen
Ja/nee-vragen hebben dezelfde structuur als stellende zinnen, die het minst gemarkeerd zijn—net als in de meeste talen. Het enige verschil is de intonatie, waarbij de klemtoon aan het einde van de zin valt. De vraagzinnen worden in schrift gemarkeerd met een vraagteken («?»). Zogenaamde w-vragen beginnen vaak met quem ("wie"), o que ("wat"), qual ("welke"), onde ("waar"), aonde ("waarheen"), quando ("wanneer"), porquê ("waarom") etc. Quem, o que en qual kunnen vooraf worden gegaan door alle voorzetsels, maar o que wordt hier vaak vervangen door que. In de gesproken taal, maar vaak ook in schrift, worden deze woorden gevolgd door é que (letterlijk "is [het] dat"; net als het Franse est-ce que).
W-vragen komen soms voor zonder w-beweging, waarbij de w-woorden op de originele plaats blijven. Hierbij worden o que en porque vervangen door o quê en porquê (dus met klemtoon). Bijvoorbeeld:
O que é que ela fez? of O que fez ela?
"Wat heeft ze gedaan?"
Ela fez o quê?
"Wat heeft ze gedaan?", hierbij ligt de nadruk op "wat"
Por quê?
"Waarom?"
Em que dia é que isso aconteceu?
"Op welke dag is dat gebeurd?"
Isso aconteceu em que dia?
"Op welke dag is dat gebeurd?"
In het Braziliaanse Portugees wordt é que vaker weggelaten; in het Portugees uit Portugal vrijwel nooit.

### Antwoord geven
Não ("nee") is het natuurlijke ontkennende antwoord op ja/nee-vragen. Net als in het Latijn wordt vaak bevestigend geantwoord door het werkwoord uit de vraagzin te herhalen, maar dan aangepast aan de persoon en het getal van degene die antwoord geeft. Portugees is een van de weinige Romaanse talen die deze eigenschap van het Latijn heeft behouden. De bijwoorden já ("al"), ainda ("al") en também ("ook") worden ook herhaald als ze in de vraagzin staan.
V: Gostaste do filme? A: Gostei. / Não.
V: "Vond je de film leuk?" A: "Ja.", letterlijk: "Ik vond [het] leuk." / "Nee."
V: Eu não tinha deixado aqui uma chave? A: Tinhas!
V: "Had ik hier geen sleutel laten liggen?" A: "Ja!", letterlijk: "[Dat] heb je!"
V: Já leste este livro? A: Já. / Ainda não.
V: "Heb je dit boek al gelezen?" A: "Ja", letterlijk: "Al." / "Nog niet."
Het woord sim ("ja") kan worden gebruikt om bevestigend te antwoorden, maar als het op zichzelf gebruikt wordt, kan het soms onnatuurlijk of onbeleefd overkomen. In Braziliaans en Europees Portugees kan sim na het werkwoord worden gebruikt voor nadruk. In Europees Portugees kan daarnaast ook het werkwoord worden herhaald voor extra nadruk. Daarnaast kunnen in beide varianten van het Portugees bijwoorden als muito ("erg") of muitíssimo ("heel erg") worden gebruikt als antwoord.
Het is ook mogelijk om sim vóór het werkwoord te zetten. In dit geval wordt geen nadruk gegeven en het komt formeler over.
V: Gostou do filme? A: Gostei, sim!
V: "Vond je de film leuk?" A:"Ja" (Braziliaans en Europees Portugees)
V: Gostaste do filme? A: Gostei, gostei!
V: "Vond je de film leuk?" A:"Ja!"; letterlijk "Ik vond [het] leuk, ik vond [het] leuk!" (Europees Portugees)
V: Há comboios a esta hora? A: Há, há!
V: "Zijn er treinen op dit tijdstip?" A:"Ja!" (Europees Portugees)
V: Ele gostou do filme? A: Sim, gostou...
V:"Vond hij de film leuk?" A:"Ja..." (Braziliaans en Europees Portugees)

## Lidwoorden
Het Portugees heeft een bepaald en een onbepaald lidwoord, met verschillende vormen die worden bepaald door het geslacht en getal van het zelfstandige naamwoord waar ze bij horen.
|                    | enkelvoud  | enkelvoud | meervoud   | meervoud | betekenis     |
| mannelijk          | vrouwelijk | mannelijk | vrouwelijk |          | betekenis     |
| bepaald lidwoord   | o          | a         | os         | as       | de/het        |
| onbepaald lidwoord | um         | uma       | uns        | umas     | een; een paar |
De lidwoorden veranderen niet, ongeacht of het zelfstandig naamwoord dat erop volgt met een klinker of medeklinker begint, in tegenstelling tot andere Romaanse talen, zoals het Italiaans en Frans.
Het bepaalde lidwoord kan voor een zelfstandig naamwoord voorkomen in bepaalde contexten waar dit niet kan in het Nederlands, zoals bijvoorbeeld bij eigennamen, zoals de namen van landen en organisaties.
Ele visitou o Brasil, a China e a Itália, "Hij heeft Brazilië, China en Italië bezocht"
Ele visitou o Rio, "Hij heeft Rio de Janeiro bezocht".
A IBM patrocinou o MoMA, "IBM heeft MoMA gesponsord"
Ele foi para o São Paulo, "Hij is naar (het voetbalteam van) São Paulo geweest"
Maar:
Ele visitou Portugal e Moçambique, "Hij heeft Portugal en Mozambique bezocht"
Ele foi para São Paulo, "Hij is naar São Paulo (de stad of staat) geweest".
Het bepaalde lidwoord wordt altijd bij de namen van alle landen gebruikt, behalve bij Portugal, Angola, Cabo Verde, Moçambique and Timor. Bij buurlanden Espanha, França, Inglaterra en Itália is het gebruik van het lidwoord niet verplicht. Namen van steden en landen krijgen een lidwoord als de naam ook een woord is in het Portugees. Voorbeelden zijn o Porto ("haven"), a Madeira ("hout"), o Rio de Janeiro ("rivier") en o Recife ("rif"). Deze regels kunnen echter per dialect verschillen.
In veel variëteiten van de taal, waaronder alle Europese, worden de namen van personen ook voorafgegaan door een bepaald lidwoord—een eigenschap die ook in het Catalaans voorkomt. Het is een relatief recente ontwikkeling, die niet door alle Braziliaanse dialecten is overgenomen. Het lidwoord wordt bij formele gelegenheden en bij de volledige naam (voornaam en achternaam) weggelaten.

## Zelfstandige naamwoorden
Net als in alle andere westerse Romaanse talen worden zelfstandige naamwoorden in het Portugees verbogen om hun grammaticale functie weer te geven.

### Getal en geslacht
Zelfstandige naamwoorden zijn verdeeld over twee geslachten: mannelijk en vrouwelijk. Bijvoeglijke naamwoorden, lidwoorden en aanwijzende voornaamwoorden moeten worden verbogen in overeenstemming met het getal en geslacht van het zelfstandig naamwoord:
esta linda casa branca ("dit mooie witte huis")
este lindo carro branco ("deze mooie witte auto")
estas lindas aves brancas ("deze mooie witte vogels")
estes lindos gatos brancos ("deze mooie witte katten")
Deze regels gelden ook als bijvoeglijke naamwoorden met een koppelwerkwoord aan een zelfstandig naamwoord worden verbonden: esta casa é branca, ("dit huis is wit") tegenover este carro é branco ("deze auto is wit").

#### Bepaling van het geslacht
Net als in alle andere Romaanse talen is het grammaticale geslacht van levenloze voorwerpen willekeurig. Het kan voorkomen dat het geslacht verschilt van dat van hetzelfde woord in een zustertaal. Dit is bijvoorbeeld het geval bij de woorden árvore ("boom") en flor ("bloem"), die in het Portugees vrouwelijk zijn. Het Spaanse árbol en het Italiaanse fiore zijn mannelijk; mar ("zee") en mapa ("kaart") zijn mannelijk, terwijl mer en mappe in het Frans vrouwelijk zijn.
Het getal en geslacht van veel zelfstandige naamwoorden kan worden afgeleid Van de uitgang: over het algemeen is een woord dat eindigt op "-o" mannelijk enkelvoud en een woord dat eindigt op "-os" mannelijk meervoud. Voor vrouwelijk enkel- en meervoud geldt dit bij "-a" / "-as". Dit klopt bij een groot aantal woorden; casa ("huis"), mala ("koffer"), pedra ("steen") en inteligência ("intelligentie") zijn allemaal vrouwelijk, terwijl carro ("auto"), saco ("tas"), tijolo ("baksteen") en aborrecimento ("verveling") mannelijk zijn. Er zijn echter ook ingewikkeldere regels; zo zijn zelfstandige naamwoorden die eindigen op -ção vaak vrouwelijk, tenzij het vergrootwoorden zijn, zoals bijvoorbeeld bração ("grote arm", van het mannelijke braço). Een aantal leenwoorden uit het Grieks dat eindigt op -a zijn mannelijk, zoals sistema ("systeem") en planeta ("planeet"). Er zijn veel onregelmatige uitzonderingen. Voor woorden die eindigen op andere letters gelden maar weinig regels: flor ("bloem"), gente ("mensen"), nau ("schip") en maré ("getijde") zijn vrouwelijk, amor ("liefde"), pau ("stok"), café ("koffie") en mar ("zee") zijn mannelijk.
Het geslacht van levende dingen komt vaak overeen met het biologische geslacht, maar er zijn veel uitzonderingen: autoridade ("autoriteit"), testemunha ("getuige"), en girafa ("giraf"), bijvoorbeeld, zijn altijd vrouwelijk, ongeacht geslacht. Beleefdheidsvormen, zoals Vossa/Sua Excelência ("Uwe Excellentie"), zijn ook altijd vrouwelijk.
Aan de andere kant wordt het geslacht van sommige zelfstandige naamwoorden bepaald door de context en het biologische geslacht van degene waarnaar wordt verwezen: aquela estudante é nova, mas aquele estudante é velho ("deze (vrouwelijke) studente is nieuw, maar die (mannelijke) student is oud").
Daarnaast hebben veel mannelijke zelfstandige naamwoorden vrouwelijke afgeleiden voor het vrouwelijke biologische geslacht: lobo ("wolf", mannelijk) → loba ("wolvin"), conde ("graaf", m.) → condessa ("gravin"), doutor ("dokter", m.) → doutora ("dokter", v.), ator ("acteur") → atriz ("actrice") etc. In veel gevallen wordt het vrouwelijk gevormd door een "-a" aan het einde van de mannelijke vorm te zetten, maar in sommige gevallen wordt een andere vorm of zelfs een compleet ander woord gebruikt.

### Verklein- en vergrootwoorden
Portugees maakt veelvuldig gebruik van verkleinwoorden, waarmee kan worden aangegeven dat iets klein, onbelangrijk, of juist dierbaar is. Verkleinwoorden worden meestal in spreektaal gebruikt, terwijl ze in formelere contexten en in schrijftaal meestal worden vermeden.
De meest gebruikelijke vormen zijn -inho en -inha, in plaats van -o en -a. Bij woorden waar de klemtoon op de laatste lettergreep ligt, is de verkleinvorm vaak -zinho of -zinha, zoals in café ("koffie") en cafezinho ("koffietje"). In geschreven taal wordt de c (maar niet de ç) in sommige woorden qu, zoals bijvoorbeeld pouco ("een beetje") en pouquinho ("een klein beetje").
Andere mogelijke uitgangen behalve -inho(a) zijn:
-ito(a), bijv. copo/copito ("glas")

-ico(a), bijv. burro/burrico ("ezel")

-(z)ete, bijv. palácio/palacete ("paleis")

-ote, bijv. saia/saiote ("rok")

-oto, bijv. lebre/lebroto ("haas")

-ejo, bijv. lugar/lugarejo ("plaats")

-acho, bijv. rio/riacho ("rivier")

-ola, bijv. aldeia/aldeola ("dorp")

-el, bijv. corda/cordel ("touw")
Het is daarnaast mogelijk een verkleinwoord van een verkleinwoord te maken, bijvoorbeeld burriquito (burro + ico + ito).
Behalve zelfstandige naamwoorden, kunnen ook bijvoeglijke naamwoorden verkleind worden, bijvoorbeeld tonto, tontinho ("onnozel"/"een beetje onnozel") of verde, verdinho ("groen"/"lieflijk groen"). Bijwoorden kunnen soms ook verkleind worden (devagar, devagarinho, "langzaam"), net als woorden van andere woordsoorten, zoals bijvoorbeeld obrigadinho, een verkleining van het tussenwerpsel obrigado ("bedankt").
De meest gebruikelijke vormen voor het maken van vergrootwoorden zijn het mannelijke -ão en het vrouwelijke -ona. Soms kan hierbij het mannelijke vergrootwoord worden gehecht aan een vrouwelijk woord, dat daardoor grammaticaal mannelijk wordt, maar qua betekenis vrouwelijk blijft: a mulher, o mulherão ("de vrouw", "de grote vrouw").

## Bijvoeglijke naamwoorden
In tegenstelling tot het Nederlands, volgen de bijvoeglijke naamwoorden in het Portugees vaak op het zelfstandig naamwoord waar ze bijhoren. Voorbeelden zijn "het witte huis", a casa branca; "het groene veld", o campo verde. Alleen in poëzie komt het bijvoeglijk naamwoord soms vóór het zelfstandig naamwoord.
Er is echter een aantal bijvoeglijke naamwoorden, zoals bom ("goed"), belo ("mooi") en grande ("groots", "groot"), dat wel vóór het zelfstandig naamwoord komt. Soms kan de betekenis zelfs veranderen, afhankelijk van waar het bijvoeglijk naamwoord staat: um grande homem, "een grootse man" en um homem grande, "een grote man".
Bijvoeglijke naamwoorden worden vervoegd al naargelang het geslacht en aantal, veelal volgens dezelfde regels als bij zelfstandige naamwoorden.
| man. ev     | vrouw. ev    | man. mv       | vrouw. mv     | betekenis       |
| ----------- | ------------ | ------------- | ------------- | --------------- |
| branco      | branca       | brancos       | brancas       | "wit"           |
| francês     | francesa     | franceses     | francesas     | "Frans"         |
| verde       | verde        | verdes        | verdes        | "groen"         |
| feliz       | feliz        | felizes       | felizes       | "gelukkig"      |
| superior    | superior     | superiores    | superiores    | "superieur"     |
| motor       | motriz       | motores       | motrizes      | "gemotoriseerd" |
| azul        | azul         | azuis         | azuis         | "blauw"         |
| grandão     | grandona     | grandãos      | grandonas     | "vrij groot"    |
| conservador | conservadora | conservadores | conservadoras | "conservatief"  |
| central     | central      | centrais      | centrais      | "centraal"      |
| europeu     | europeia     | europeus      | europeias     | "Europees"      |

Er zijn ook bijvoeglijke naamwoorden die niet vervoegd worden. Meestal zijn dit de woorden die eindigen op -s en dit geldt ook voor een aantal kleuren, voornamelijk de samengestelde kleuren. Zie hieronder:
| man. ev          | vrouw. ev        | man. mv          | vrouw. mv        | betekenis     |
| ---------------- | ---------------- | ---------------- | ---------------- | ------------- |
| simples          | simples          | simples          | simples          | "simpel"      |
| reles            | reles            | reles            | reles            | "beroerd"     |
| azul-claro       | azul-claro       | azul-claro       | azul-claro       | "helderblauw" |
| (cor de) laranja | (cor de) laranja | (cor de) laranja | (cor de) laranja | "oranje"      |
| verde-oliva      | verde-oliva      | verde-oliva      | verde-oliva      | "olijfgroen"  |
| ultravioleta     | ultravioleta     | ultravioleta     | ultravioleta     | "ultraviolet" |

De bijvoeglijke naamwoorden "goed" en "slecht" zijn onregelmatig:
| man. ev | vrouw. ev | man. mv | vrouw. mv | betekenis |
| ------- | --------- | ------- | --------- | --------- |
| bom     | boa       | bons    | boas      | "goed"    |
| mau     | má        | maus    | más       | "slecht"  |

Het vergelijken van bijvoeglijke naamwoorden gebeurt in analytische vorm met behulp van het bijwoord mais: mais alto (do que), "hoger (dan)", en o mais alto, "hoogst". De meeste bijvoeglijke naamwoorden hebben, naast de vergrotende en de overtreffende vorm, ook een "absolute superlatief". Dit wordt soms ook "elatief" genoemd. Deze vorm versterkt de betekenis van het bijvoeglijk naamwoord, zonder dat deze per se ergens mee wordt vergeleken (lindo, "mooi" en lindíssimo, "heel mooi"). Deze kan zowel in analytische, als in synthetische vorm voorkomen. Zie hieronder:
| Stellend     | Vergrotend           | Overtreffend              | Analytische superlatief | Synthetische superlatief |
| ------------ | -------------------- | ------------------------- | ----------------------- | ------------------------ |
| belo, "mooi" | mais belo, "mooier"  | o mais belo, "het mooist" | muito belo, "erg mooi"  | belíssimo, "erg mooi"    |
| caro, "duur" | mais caro, "duurder" | o mais caro, "het duurst" | muito caro, "erg duur"  | caríssimo, "erg duur"    |

Sommige bijvoeglijke naamwoorden hebben een suppletieve vergrotende en overtreffende trap:
| Stellend         | Vergrotend       | Overtreffend          | Absolute superlatief    |
| ---------------- | ---------------- | --------------------- | ----------------------- |
| bom, "goed"      | melhor, "beter"  | ótimo, "erg goed"     | o melhor, "het best"    |
| mau, "slecht"    | pior, "slechter" | péssimo, "erg slecht" | o pior', "het slechtst" |
| pequeno, "klein" | menor, "kleiner" | mínimo, "erg klein"   | o menor, "het kleinst"  |
| grande, "groot"  | maior, "groter"  | máximo, "erg groot"   | o maior, "het grootst"  |

## Voorzetsels
Simpele voorzetsels bestaan uit één enkel woord, terwijl samengestelde voorzetsels uit meerdere woorden bestaan.
| Voorzetsel | Betekenis                        |
| ---------- | -------------------------------- |
| a          | "naar", "bij", "aan", "in", "op" |
| até        | "tot"                            |
| com        | "met"                            |
| de         | "van", "over"                    |
| desde"     | "sinds"                          |
| em         | "in", "op"                       |
| entre      | "tussen"                         |
| por        | "door", "voor"                   |
| para       | "voor", "naar", "om te"          |
| sem        | "zonder"                         |
| sobre      | "op", "boven", "over"            |
| sob        | "onder"                          |

| Voorzetsel  | Betekenis      |
| ----------- | -------------- |
| a partir de | "vanaf"        |
| acerca de   | "over"         |
| através de  | "door"         |
| debaixo de  | "onder"        |
| dentro de   | "in"           |
| embaixo de  | "onder"        |
| em cima de  | "boven"        |
| junto com   | "samen met"    |
| para com    | "tegenover"    |
| vindo de    | "van", "sinds" |

Het Portugees gebruikt meestal de ("van") om bezit aan te duiden. Voorzetsels worden soms samengetrokken met de lidwoorden, op de volgende manier:
| voorzetsel | lidwoord | lidwoord | lidwoord   | lidwoord   |
| voorzetsel | o        | a        | os         | as         |
| de         | do       | da       | dos        | das        |
| em         | no       | na       | nos        | nas        |
| por        | pelo     | pela     | pelos      | pelas      |
| a          | ao       | à        | aos        | às         |
| para1      | prò, pro | prà, pra | pròs, pros | pràs, pras |

1 Samentrekkingen met para worden alleen informeel gebruikt.
De samentrekkingen met de, em, por en a zijn in alle Portugeestalige landen verplicht. Het accent grave bij à / às heeft in Portugal en Afrikaanse landen een fonetische waarde; in Brazilië maakt dit geen verschil. In Braziliaans Portugees wordt het accent grave wel geschreven, om de samenvoeging van de twee a's weer te geven. Het samentrekken van para gebeurt veel in spreektaal, maar niet in geschreven taal.
De voorzetsels de en em worden ook samengetrokken met de derdepersoons persoonlijke voornaamwoorden, zoals bijvoorbeeld in dele ("van hem, zijn"), nelas ("in hun [vrouw.]") en met aanwijzende voornaamwoorden: nesta ("van deze [vrouw.]", naqueles, "in die [man.]").
Deze twee voorzetsels kunnen ook worden samengetrokken met de onbepaalde lidwoorden:
de + um/uma/uns/umas = dum/duma/duns/dumas ("van een")
em + um/uma/uns/umas = num/numa/nuns/numas ("in een", "op een", "bij een")
Deze samentrekkingen zijn gebruikelijk in de spreektaal, zowel formeel als informeel. Hoewel ze in Portugal wel worden geaccepteerd in geschreven taal, worden ze in Braziliaans Portugees veelal vermeden, vooral bij de.
Samentrekkingen kunnen ook plaatsvinden buiten de zinsdeelgrenzen, voornamelijk in de spreektaal. In geschreven taal wordt dit over het algemeen niet gedaan:
Fui, apesar da loja estar fechada. (samengetrokken vorm)
Fui, apesar de a loja estar fechada. (niet samengetrokken vorm)
"Ik ging, hoewel de winkel gesloten was."
Voorzetsels zijn sterker verbonden met het zelfstandig naamwoord dan met het werkwoord; phrasal verbs bestaan in het Portugees niet.
Zie deze lijst op de Portugese Wikipedia voor meer samengevoegde voorzetsels in het Portugees.

## Voornaamwoorden
Voornaamwoorden worden vaak verbogen naar geslacht en getal; deze zijn echter vaak onregelmatig.
Persoonlijke voornaamwoorden worden verbogen al naargelang de syntactische rol die ze vervullen. Er bestaan drie hoofdtypen: voor het onderwerp en voor het object (bv. lijdend voorwerp of meewerkend voorwerp) bij een werkwoord of voorzetsel. In de derde persoon wordt er tevens onderscheid gemaakt tussen een simpel direct object, simpel indirect object en wederkerend voornaamwoord.
Ook bezittelijke voornaamwoorden worden verbogen naar geslacht en getal.

### Bijwoord van plaats
Er wordt bij de bijwoorden van plaats onderscheid gemaakt tussen drie niveaus van afstand tot de spreker: dicht bij de spreker, dicht bij de luisteraar (en verder van de spreker), of verder weg van allebei.
aqui, cá = "hier" (bij mij)
aí = "daar" (bij jou)
ali, lá (ook acolá of além) = "daarzo" (ver van ons beiden)

### Aanwijzende voornaamwoorden
Aanwijzende voornaamwoorden hebben hetzelfde onderscheid als bijwoorden van plaats:
este lápis = "deze pen" (bij mij)
esse lápis = "die pen" (bij jou)
aquele lápis = "die pen" (ver van ons beiden)
In gesproken Braziliaans Portugees wordt esse vaak op dezelfde manier gebruikt als este en is het niet nodig om onderscheid te maken tussen de twee. Het onderscheid wordt vaak alleen gemaakt in meer formele omstandigheden of door hoger opgeleide mensen.
De aanwijzende voornaamwoorden worden samengevoegd wanneer ze vooraf worden gegaan door bepaalde voorzetsels, net als de lidwoorden: de + este = deste ("van dit/deze"), em + aquele = naquele ("in dat/die"), a + aquela = àquela ("naar dat/die").
Aanwijzende voornaamwoorden kunnen ook zelfstandig worden gebruikt: aquele ("die ene").

## Onbepaalde voornaamwoorden
De onbepaalde voornaamwoorden todo, toda, todos, todas worden gevolgd door het bepaalde lidwoorden als ze worden gebruikt met de betekenis "de/het hele". In andere omstandigheden kunnen onbepaalde voornaamwoorden en lidwoorden niet samen voorkomen in een naamwoordgroep.
In de aanwijzende en in sommige onbepaalde voornaamwoorden bestaat nog een restant van het onzijdige geslacht uit het Latijn. Zo worden todo en esse gebruikt wanneer wordt verwezen naar een mannelijk naamwoord, toda en essa wanneer het een vrouwelijk naamwoord betreft en tudo en isso wanneer niet naar iets specifieks wordt verwezen:
| Onbepaald vnw.           | M ev   | V ev    | M mv    | V mw     | Onzijdig1           |
| ------------------------ | ------ | ------- | ------- | -------- | ------------------- |
| "dit", "deze"            | este   | esta    | estes   | estas    | isto ("dit ding")   |
| "dat", "die" (dichtbij)  | esse   | essa    | esses   | essas    | isso ("dat ding")   |
| "dat", "die" (ver weg)   | aquele | aquela  | aqueles | aquelas  | aquilo ("dat ding") |
| "een paar", "een enkele" | algum  | alguma  | alguns  | algumas  | algo ("iets")       |
| "geen", "geen enkele"    | nenhum | nenhuma | nenhuns | nenhumas | nada ("niets")      |
| "elke", "alle"           | todo   | toda    | todos   | todas    | tudo ("alles")      |

1 Voor de congruentie krijgen de onzijdige onbepaalde voornaamwoorden de mannelijke bepalers (behalve tudo isto, tudo isso en tudo aquilo).

## Werkwoorden
Werkwoorden worden normaal gesproken vervoegd zodat ze overeenkomen met de grammaticale persoon van het onderwerp (met drie waarden: 1 = ik, 2 = jij/jullie, 3 = hij/zij/het/u) en het grammaticale aantal (enkelvoud of meervoud). Daarnaast worden vervoegingen gebruikt om meerdere aspecten van de actie te beschrijven: tijd (tegenwoordige tijd, verleden tijd, toekomstige tijd), aspect (voltooid, onderbroken, of onvoltooid), ondergeschiktheid, voorwaardelijkheid, gebiedendheid en meer. Als gevolg hiervan is de vervoeging van Portugese werkwoorden vrij complex, ook vergeleken met andere Romaanse talen. De stam van een Portugees werkwoord kan tot 50 unieke vervoegingen krijgen, vergeleken met bijvoorbeeld ongeveer 30 in modern Frans.

### Koppelwerkwoorden
Het Portugees heeft twee belangrijke koppelwerkwoorden: ser en estar (beide worden doorgaans vertaald als "zijn"). Ze stammen respectievelijk af van de Latijnse vormen esse en stare (hoewel de infinitief ser eigenlijk afstamt van SEDĒRE). De meeste vormen van ser komen van esse. Ser wordt meestal gebruikt om onveranderlijke eigenschappen of kenmerken te omschrijven. Estar wordt gebruikt voor vergankelijke eigenschappen of toestanden en wordt daarnaast gebruikt wanneer er sprake is van een (fysieke) plaatsbepaling.

#### Verandering van betekenis van bijvoeglijk naamwoord
Afhankelijk van welk koppelwerkwoord er wordt gebruikt, kan de betekenis van het bijvoeglijk naamwoord veranderen.
- Estou tonta = "Ik ben duizelig" vs. sou tonta = "Ik ben dwaas"
- É sujo = "Het is (daar) vies" (d.w.z.: het is een smerige plek — kenmerk) vs. está sujo = "Het is vies" (d.w.z., de plek verkeert nu in vieze staat — toestand)
- É aberta = "Zij is open" (d.w.z.: zij heeft een open persoonlijkheid — kenmerk) vs. está aberta = "Het is open" (verwijst meestal naar een raam, deur, of winkel — toestand)
- Ele é triste = "Hij is triest" (d.w.z.: hij heeft een sombere persoonlijkheid — kenmerk) vs. ele está triste = "Hij is verdrietig" (d.w.z., hij voelt zich nu triest — toestand)
- Como és? (PT)/Como você é? (BR) = "Hoe ben je?" (d.w.z.: omschrijf jezelf — kenmerk) vs. Como estás? (PT)/Como você está? (BR) = "Hoe gaat het?") (d.w.z: hoe voel je je — toestand)

Net als in het Spaans worden de toestanden van leven en dood uitgedrukt met estar: está vivo ("hij is levend"), está morto ("hij is dood").
Verder wordt ser gebruikt bij bijvoeglijke naamwoorden die het volgende uitdrukken: fundamenteel geloof (Não sou católico, "Ik ben niet katholiek"), nationaliteit (És português, "Jij bent Portugees"), geslacht (É homem, "Hij is een man"), intelligentie (Somos espertos, "Wij zijn slim"), etc.

### Infinitief
De infinitief wordt, net als in het Nederlands, gebruikt als nominale uitdrukking van een actie of toestand op een onbepaalde tijd en mogelijk met een onbepaald of impliciet onderwerp, bv. queremos cantar ("we willen zingen"), cantar é agradável (lett. "zingen is fijn").
In het Europees Portugees wordt de infinitief gebruikt voorafgegaan door het voorzetsel a in plaats van het gerundium, om een voortdurende actie te beschrijven:
Estou lendo (Braziliaans Portugees) vs. Estou a ler (Europees Portugees) = "Ik ben aan het lezen".
Estavam dormindo (Braziliaans Portugees) vs. Estavam a dormir (Europees Portugees) = "Zij waren aan het slapen"
De gerundium (-ndo) is wel correct in Europees Portugees en wordt in de Alentejo ook wel gebruikt, maar in de rest van het land is de vorm vrij zeldzaam. De vorm van a + infinitief wordt in het Braziliaans Portugees eigenlijk vrijwel nooit gebruikt en wordt daar ook als onjuist taalgebruik beschouwd.

#### Persoonlijke infinitief
Een uniek kenmerk van de Portugese grammatica is een vervoeging van de infinitief naar de persoon en het getal van het onderwerp. Naast het Portugees hebben ook Galicisch en Sardijns deze vorm; in andere Romaanse talen komt dit niet voor.
É melhor voltar = "Het is beter om terug te gaan" (onpersoonlijk)
É melhor voltares = "Het is beter dat jij teruggaat"
É melhor voltarmos = "Het is beter dat wij teruggaan"
Afhankelijk van de context en de bedoelde betekenis kan deze persoonlijke infinitief verboden, verplicht of optioneel zijn.
Zinnen die een persoonlijke infinitief gebruiken, kunnen meestal ook met een ondergeschikte bijzin worden gemaakt. De twee laatste voorbeeldzinnen hierboven luiden dan É melhor que voltes en É melhor que voltemos. Dit gebeurt met name in meer formeel taalgebruik.

### Vervoegingsklassen
Alle Portugese infinitieven eindigen op een r. Werkwoorden worden ingedeeld in drie vervoegingsklassen op basis van de klinker in de stam:
1. Werkwoorden die eindigen op -ar,
2. Werkwoorden die eindigen op -er (bevat ook het werkwoord pôr en werkwoorden die eindigen op -por; zie onder), en
3. Werkwoorden die eindigen op -ir.

Het unieke werkwoord pôr ("zetten") wordt door veel grammatici in de tweede klasse geplaatst, om historische redenen: een verouderde vorm van het werkwoord is poer en het stamt af van het Latijnse PONERE. Het is de basis voor een aantal afgeleide werkwoorden. De meeste van deze werkwoorden zijn gelijk aan de Nederlandse werkwoorden die eindigen op "stellen". Zie hieronder:
| antepor     | "voorzetten" (zeldzaam)             | justapor  | "naast elkaar plaatsen" (zeldzaam) |
| apor        | "zetten op/naast" (zeldzaam)        | opor      | "tegenwerken"                      |
| compor      | "samenstellen"                      | predispor | "vatbaar maken"                    |
| contrapor   | "tegenstellen"                      | pressupor | "uitgaan van"                      |
| decompor    | "afbreken", "analyseren", "vergaan" | propor    | "voorstellen"                      |
| descompor   | "in de war brengen"                 | recompor  | "opnieuw samenstellen"             |
| depor       | "afzetten"                          | repor     | "terugzetten", "herstellen"        |
| dispor (de) | "beschikken (over)"                 | sobrepor  | "bedekken", "overlappen"           |
| expor       | "blootstellen"                      | supor     | "veronderstellen"                  |
| impor       | "instellen"                         | transpor  | "omzetten"                         |
| interpor    | "tussenplaatsen"                    |           |                                    |

Wanneer pôr los wordt gebruikt, krijgt het een circumflex zodat het onderscheiden kan worden van het voorzetsel por ("door", "voor").
De eerste klasse (werkwoorden eindigend op -ar) is de grootste van de drie en is de enige die openstaat voor neologismen, zoals clicar ("klikken").
De meeste werkwoorden in de drie klassen hebben een standaard vervoeging, maar er bestaan enkele honderden uitzonderingen, waarvan enkele tientallen veelvuldig gebruikt worden. Hieronder vallen de hulpwerkwoorden ser ("zijn"), haver ("hebben", "er zijn"), ter ("houden", "hebben", in Braziliaans Portugees ook "er zijn") en ir ("gaan").

### Gerundium en voltooid deelwoord
Het gerundium eindigt altijd in -ndo en wordt niet vervoegd naar geslacht of getal. In Braziliaans Portugees wordt de vorm gebruikt om zinnen te maken die een voortdurende handeling beschrijven, bijvoorbeeld ele está cantando ("hij is aan het zingen"), ele estava cantando ("hij was aan het zingen"); of als bijwoord, bijvoorbeeld ele trabalha cantando ("hij werkt zingend"). In Europees Portugees worden dit soort zinnen gevormd met het infinitief, voorafgegaan door het voorzetsel a.
Het voltooid deelwoord van regelmatige werkwoorden wordt gebruikt in samengestelde werkwoordsvormen, zoals in ele tinha amado ("hij had liefgehad"). In dit geval wordt het niet vervoegd naar geslacht of getal. Het kan ook als bijvoeglijk naamwoord worden gebruikt en dan wordt het wel vervoegd: o hino cantado ("de gezongen lofzang", mannelijk ev.), três árias cantadas ("drie gezongen aria's", vrouwelijk mv.) Sommige werkwoorden hebben twee verschillende vormen (één regelmatig, één onregelmatig) voor deze twee verschillende gebruiken.
Daarnaast bestaan er werkwoorden die twee verschillende voltooide deelwoorden hebben, waarbij er één gebruikt wordt voor de actieve en een voor de passieve vorm. Een voorbeeld hiervan is het werkwoord matar ("vermoorden"): Bruto tinha matado César ("Brutus had Caesar vermoord"), César foi morto por Bruto ("Caesar is door Brutus vermoord"). Regelmatige voltooide deelwoorden eindigen altijd op -ado voor werkwoorden die eindigen op -ar en eindigen op -ido voor werkwoorden die eindigen op -er en -ir.

### Wijzen en tijden
De vervoegingen van de werkwoorden in het Portugees worden opgedeeld in de volgende wijzen, tijden en niet-eindige vormen:
- Aantonende wijs, gebruikt in de hoofdzinnen van bevestigende zinnen:
  - Tegenwoordige tijd: cantamos, "wij zingen"
  - Verleden tijden:
    - Verleden tijd: cantámos (PT) of cantamos (BR), "wij zongen"
    - Onvoltooid verleden tijd: cantávamos, "wij hebben gezongen"
    - Voltooid verleden tijd: cantáramos, "wij hadden gezongen"

  - Toekomende tijd: cantaremos, "wij zullen zingen"
- Voorwaardelijke wijs:
  - Voorwaardelijke tijd: cantaríamos, "wij zouden zingen"[1]
- Aanvoegende wijs, gebruikt in bepaalde ondergeschikte bijzinnen:
  - Tegenwoordige tijd: que cantemos, "opdat we zingen"
  - Verleden tijd: se cantássemos, "als wij zouden zingen"
  - Toekomende tijd: quando cantarmos, "wanneer wij zullen zingen"
- Gebiedende wijs, gebruikt om een opdracht, advies, of aanmoediging uit te drukken:
  - Bevestigend: canta!, "zing!"
  - Ontkennend: não cantes!, "zing niet!"
- Andere vormen
  - Infinitief:
    - Onpersoonlijk: cantar, "zingen"
    - Persoonlijk: cantarmos, "zodat we zingen"

  - Deelwoorden:
    - Onvoltooid deelwoord: cantando, "zingend"
    - Voltooid deelwoord: cantado, "gezongen"

Hierboven worden alle synthetische vormen weergegeven. Dezelfde betekenis kan ook worden gemaakt door samengestelde vormen, waarbij een hulpwerkwoord wordt gebruikt, net zoals in het Nederlands. De synthetische toekomende en voorwaardelijke tijden worden in het Braziliaans vrijwel niet meer gebruikt. In plaats daarvan wordt voor de toekomende tijd de constructie ir ("gaan") + infinitief (bv. vou cantar, "ik ga zingen") gebruikt. De voorwaardelijke tijd wordt gevormd door de vervoeging van ir in de onvoltooid verleden tijd te zetten (bv. ia cantar, "ik zou gaan zingen").
De persoonlijke infinitief is gelijk aan de toekomende tijd van de aanvoegende wijs in regelmatige werkwoorden. Bij onregelmatige werkwoorden wijkt deze laatste echter af: quando formos ("wanneer we zullen gaan", aanvoegende wijs) vs. é melhor irmos ("het is beter dat we gaan", persoonlijke infinitief).

### Samengestelde vormen
Het Portugees kent vele samengestelde werkwoordsvormen, die bestaan uit een hulpwerkwoord en een voltooid of onvoltooid deelwoord, of infinitief. De belangrijkste hulpwerkwoorden in het Portugees zijn ser, estar, ter, haver en ir.

#### Samengestelde verleden tijd
De samengestelde verleden tijd wordt gevormd door ter of haver met het voltooid deelwoord:
- Verleden tijd van de aantonende wijs: temos falado ("we hebben gepraat").
- Voltooid verleden tijd van de aantonende wijs: tínhamos/havíamos falado ("we hadden gepraat"). Deze vorm wordt gebruikt om een handeling of gebeurtenis te beschrijven die gebeurde vóór een andere, afgeronde handeling of gebeurtenis in het verleden.
- Anterieure voltooid verleden tijd van de aantonende wijs: tivéramos/havéramos falado ("we hadden gepraat"). Wordt alleen in literatuur gebruikt.
- Voltooid toekomende tijd van de aantonende wijs: teremos/haveremos falado ("we zullen hebben gepraat").
- Voltooid voorwaardelijke tijd van de aantonende wijs: teríamos/haveríamos falado ("we zouden hebben gepraat").
- Verleden tijd van de aanvoegende wijs: desde que tenhamos/hajamos falado ("mits we hebben gepraat").
- Voltooid verleden tijd van de aanvoegende wijs: se tivéssemos/houvéssemos falado ("als we zouden hebben gepraat"). Deze vorm impliceert meestal dat de handeling of gebeurtenis niet is gedaan of geweest.
- Voltooid toekomende tijd van de aanvoegende wijs: se tivermos/houvermos falado ("als we zullen hebben gepraat").
- Persoonlijke infinitief: termos/havermos falado ("zodat we hebben gesproken")

Zonder verbuiging:
- Onpersoonlijke infinitief: ter/haver falado ("te hebben gesproken")
- Onvoltooid deelwoord: tendo/havendo falado ("gesproken hebbend")

#### Samengestelde vs. simpele voltooid verleden tijd
Naast de samengestelde vormen om acties of gebeurtenissen in het verleden te beschrijven, heeft het Portugees ook een simpele voltooid verleden tijd: tinha falado kan ook worden uitgedrukt als falara ("hij had gesproken"). Deze simpele vorm wordt echter niet veel meer gebruikt, behalve in bepaalde regio's in Portugal en in geschreven taal.

#### Samengestelde vs. simpele verleden tijd
De simpele verleden tijd wordt veelvuldig gebruikt in het Portugees. Daarnaast bestaat er een samengestelde vorm, de pretérito perfeito composto, die wordt gebruikt om een actie te beschrijven in het verleden is begonnen en langere tijd duurde en die nog steeds doorgaat in het heden, maar binnenkort zal stoppen. In het Nederlands kan deze tijd niet goed worden weergegeven zonder extra informatie toe te voegen. Bijvoorbeeld: Tenho tentado falar com ela kan worden vertaald als "Ik heb (meerdere keren) geprobeerd met haar te spreken(, maar het is nog niet gelukt)".

### Passief
Een actieve zin met een transitief werkwoord en een lijdend voorwerp kan worden omgezet in een passieve zin op dezelfde manier als dit in het Nederlands gebeurt: het oorspronkelijke lijdend voorwerp wordt het onderwerp, het werkwoord wordt vervangen met ser (in dezelfde wijs/tijd), gevolgd door het voltooid deelwoord van het oorspronkelijke werkwoord. Het oorspronkelijke onderwerp kan een bijwoordelijk complement worden met het voorzetsel por ("door"):
O rato comeu o queijo ("De muis at de kaas")
O queijo foi comido pelo rato ("De kaas werd gegeten door de muis")
Aquela senhora cantará a ária ("Die vrouw zal de aria zingen")
A ária será cantada por aquela senhora ("De aria zal door die vrouw worden gezongen")
Se você cantasse a ária, ele teria ficado ("Als je de aria zou hebben gezongen, zou hij zijn gebleven")
Se a ária fosse cantada por você, ele teria ficado ("Als de aria door jou zou zijn gezongen, zou hij zijn gebleven")
Net als in het Spaans, bestaat er in het Portugees een "wederkerend passief", die wordt gebruikt wanneer derdepersoons objecten of een onbepaald onderwerp het onderwerp van een passieve zin zijn:
Fizeram-se planos e criaram-se esperanças ("Plannen zijn gemaakt en verwachtingen zijn geschapen")
Deze constructie kan ook worden toegepast op onovergankelijke werkwoorden. In dat geval wordt het onderwerp weggelaten:
Comeu-se, bebeu-se, dançou-se ("Er werd gegeten, gedronken en gedanst")

### Aanvoegende wijs
De aanvoegende wijs wordt in het Portugees voornamelijk gebruikt in bepaalde ondergeschikte bijzinnen. Grofweg kan de aanvoegende wijs op de volgende manieren worden gebruikt:
- De tegenwoordige tijd wordt gebruikt in bijzinnen die worden ingeleid door que ("dat"), waarin onzekere uitspraken, zoals wensen, mogelijkheden of angsten, worden gedaan:

quero que cante ("Ik wil dat hij/zij zingt")
supondo que cante ("Er vanuit gaande dat hij/zij zingt")
ele será pago, cante ou não ("Hij zal worden betaald, of hij nou zingt of niet")
- De verleden tijd wordt gebruikt in bijzinnen die worden ingeleid door se ("als"). Deze vorm wordt gebruikt als de bijzin een voorwaarde is voor de hoofdzin:

se cantasse, seria famoso ("Als hij/zij zou zingen, zou hij/zij beroemd worden")
se cantasse, teríamos aplaudido ("Als hij/zij had gezongen, hadden we geapplaudisseerd")
Daarnaast wordt de verleden tijd in de aanvoegende wijs gebruikt voor bijzinnen die beginnen met que, die ondergeschikt zijn aan een wens of opdracht in het verleden:
esperávamos que cantasse ("Wij verwachtten dat hij/zij zou zingen")
mandei que cantassem ("Ik droeg hen op te zingen")
- De toekomstige tijd in de aanvoegende wijs komt niet veel voor in Indo-Europese talen. In het Portugees wordt hij meestal gebruikt in ondergeschikte bijwoordelijke bijzinnen beginnend met se ("als") of quando ("wanneer"), of in ondergeschikte bijzinnen waarin een neutrale of verwachte voorwaarde wordt uitgedrukt voor een tegenwoordige of toekomende hoofdzin:

se cantarmos, seremos pagos ("Als we zingen, worden we betaald")
se cantarmos, ele fica ("Als we zingen, blijft hij")
quando cantarmos, ele escutará ("Als we zingen, zal hij luisteren")
- De keuze voor de aantonende of aanvoegende wijs is vaak afhankelijk van of de spreker de propositie in de ondergeschikte bijzin steunt of niet:

Admito que ele roubou a bicicleta ("Ik geef toe dat hij de fiets heeft gestolen")
Admito que ela tenha roubado a bicicleta ("Ik geef toe dat hij de fiets mogelijk kan hebben gestolen")
- In relatieve bijzinnen kan de keuze tussen aantonend en aanvoegend afhangen van of de spreker een specifiek wezen of object voor ogen heeft met de eigenschap die in de bijzin wordt genoemd:

Ando à procura de um cão que fala! ("Ik ben op zoek naar een specifieke hond die praat!")
Ando à procura de um cão que fale! ("Ik ben op zoek naar een (willekeurige) pratende hond!")
Meer informatie over de aanvoegende wijs in het Portugees, is te vinden op Wikibooks (informatie in het Engels).

### Afgeleiden
Het Portugees heeft meerdere bijvoeglijke naamwoorden die afgeleid zijn van een werkwoord en eindigen op -nte, bijvoorbeeld dançar -> dançante ("dansend") en ferver -> fervente ("kokend")

### Invoeging
Een ander uniek kenmerk van het Portugees is het bestaan van invoeging van het persoonlijk voornaamwoord tussen de stam en de uitgang van een werkwoord. In Braziliaans Portugees is dit fenomeen vrij zeldzaam en vooral beperkt tot formele geschreven taal, maar in Europees Portugees wordt dit ook in gesproken taal gedaan.
- Ela levá-lo-ia ("Zij nemen-het-zou" – "Zij zou het nemen").
- Eles dar-no-lo-ão ("Zij geven-ons-het-zullen" – "Zij zullen ons het geven").

### Regelmatige werkwoorden
Hieronder volgen de vervoegingen van regelmatige werkwoorden in de drie klassen:

#### Werkwoorden op -ar
| Niet-eindige vormen                                  | Vorm                                                                                    | Vorm                                                                                    | Vorm                                                                                    | Vorm                                                                                    | Vorm                                                                                    | Vorm                                                                                    |
| ---------------------------------------------------- | --------------------------------------------------------------------------------------- | --------------------------------------------------------------------------------------- | --------------------------------------------------------------------------------------- | --------------------------------------------------------------------------------------- | --------------------------------------------------------------------------------------- | --------------------------------------------------------------------------------------- |
| Infinitief (Infinitivo)                              | cantar                                                                                  | cantar                                                                                  | cantar                                                                                  | cantar                                                                                  | cantar                                                                                  | cantar                                                                                  |
| Gerundium (Gerundio)                                 | cantando                                                                                | cantando                                                                                | cantando                                                                                | cantando                                                                                | cantando                                                                                | cantando                                                                                |
| Voltooid deelwoord (Particípio)                      | cantado (cantado, cantada, cantados, cantadas — respectievelijk M ev, V ev, M mv, V mv) | cantado (cantado, cantada, cantados, cantadas — respectievelijk M ev, V ev, M mv, V mv) | cantado (cantado, cantada, cantados, cantadas — respectievelijk M ev, V ev, M mv, V mv) | cantado (cantado, cantada, cantados, cantadas — respectievelijk M ev, V ev, M mv, V mv) | cantado (cantado, cantada, cantados, cantadas — respectievelijk M ev, V ev, M mv, V mv) | cantado (cantado, cantada, cantados, cantadas — respectievelijk M ev, V ev, M mv, V mv) |
| Indicative (Indicativo)                              | eu                                                                                      | tu                                                                                      | ele / ela / você / o senhor / a senhora                                                 | nós                                                                                     | vós                                                                                     | eles / elas / vocês / os senhores / as senhoras                                         |
| Tegenwoordige tijd (Presente)                        | canto                                                                                   | cantas                                                                                  | canta                                                                                   | cantamos                                                                                | cantais                                                                                 | cantam                                                                                  |
| Verleden tijd (Pretérito perfeito)                   | cantei                                                                                  | cantaste                                                                                | cantou                                                                                  | cantámos of cantamos                                                                    | cantastes                                                                               | cantaram                                                                                |
| Onvoltooid verleden tijd (Pretérito imperfeito)      | cantava                                                                                 | cantavas                                                                                | cantava                                                                                 | cantávamos                                                                              | cantáveis                                                                               | cantavam                                                                                |
| Voltooid verleden tijd (Pretérito mais-que-perfeito) | cantara                                                                                 | cantaras                                                                                | cantara                                                                                 | cantáramos                                                                              | cantáreis                                                                               | cantaram                                                                                |
| Toekomende tijd (Futuro of futuro do presente)       | cantarei                                                                                | cantarás                                                                                | cantará                                                                                 | cantaremos                                                                              | cantareis                                                                               | cantarão                                                                                |
| Voorwaardeijk (Condicional of futuro do pretérito)   | cantaria                                                                                | cantarias                                                                               | cantaria                                                                                | cantaríamos                                                                             | cantaríeis                                                                              | cantariam                                                                               |
| Conjunctief (Subjuntivo of conjuntivo)               | eu                                                                                      | tu                                                                                      | ele / ela / você / o senhor / a senhora                                                 | nós                                                                                     | vós                                                                                     | eles / elas / vocês / os senhores / as senhoras                                         |
| Tegenwoordige tijd (Presente)                        | cante                                                                                   | cantes                                                                                  | cante                                                                                   | cantemos                                                                                | canteis                                                                                 | cantem                                                                                  |
| Onvoltooid verleden tijd (Pretérito imperfeito)      | cantasse                                                                                | cantasses                                                                               | cantasse                                                                                | cantássemos                                                                             | cantásseis                                                                              | cantassem                                                                               |
| Toekomende tijd (Futuro)                             | cantar                                                                                  | cantares                                                                                | cantar                                                                                  | cantarmos                                                                               | cantardes                                                                               | cantarem                                                                                |
| Imperatief (Imperativo)                              | eu                                                                                      | tu                                                                                      | ele / ela / você / o senhor / a senhora                                                 | nós                                                                                     | vós                                                                                     | eles / elas / vocês / os senhores / as senhoras                                         |
| Bevestigend                                          | —                                                                                       | canta                                                                                   | cante                                                                                   | cantemos                                                                                | cantai                                                                                  | cantem                                                                                  |
| Ontkennend                                           | —                                                                                       | não cantes                                                                              | não cante                                                                               | não cantemos                                                                            | não canteis                                                                             | não cantem                                                                              |

#### Werkwoorden op -er
| Niet-eindige vormen                                  | Vorm                                                                               | Vorm                                                                               | Vorm                                                                               | Vorm                                                                               | Vorm                                                                               | Vorm                                                                               |
| ---------------------------------------------------- | ---------------------------------------------------------------------------------- | ---------------------------------------------------------------------------------- | ---------------------------------------------------------------------------------- | ---------------------------------------------------------------------------------- | ---------------------------------------------------------------------------------- | ---------------------------------------------------------------------------------- |
| Infinitief (Infinitivo)                              | comer                                                                              | comer                                                                              | comer                                                                              | comer                                                                              | comer                                                                              | comer                                                                              |
| Gerundium (Gerundio)                                 | comendo                                                                            | comendo                                                                            | comendo                                                                            | comendo                                                                            | comendo                                                                            | comendo                                                                            |
| Voltooid deelwoord (Particípio)                      | comido (comido, comida, comidos, comidas — respectievelijk M ev, V ev, M mv, V mv) | comido (comido, comida, comidos, comidas — respectievelijk M ev, V ev, M mv, V mv) | comido (comido, comida, comidos, comidas — respectievelijk M ev, V ev, M mv, V mv) | comido (comido, comida, comidos, comidas — respectievelijk M ev, V ev, M mv, V mv) | comido (comido, comida, comidos, comidas — respectievelijk M ev, V ev, M mv, V mv) | comido (comido, comida, comidos, comidas — respectievelijk M ev, V ev, M mv, V mv) |
| Indicative (Indicativo)                              | eu                                                                                 | tu                                                                                 | ele / ela / você / o senhor / a senhora                                            | nós                                                                                | vós                                                                                | eles / elas / vocês / os senhores / as senhoras                                    |
| Tegenwoordige tijd (Presente)                        | como                                                                               | comes                                                                              | come                                                                               | comemos                                                                            | comeis                                                                             | comem                                                                              |
| Verleden tijd (Pretérito perfeito)                   | comi                                                                               | comiste                                                                            | comeu                                                                              | comemos                                                                            | comestes                                                                           | comeram                                                                            |
| Onvoltooid verleden tijd (Pretérito imperfeito)      | comia                                                                              | comias                                                                             | comia                                                                              | comíamos                                                                           | comíeis                                                                            | comiam                                                                             |
| Voltooid verleden tijd (Pretérito mais-que-perfeito) | comera                                                                             | comeras                                                                            | comera                                                                             | comêramos                                                                          | comêreis                                                                           | comeram                                                                            |
| Toekomende tijd (Futuro of futuro do presente)       | comerei                                                                            | comerás                                                                            | comerá                                                                             | comeremos                                                                          | comereis                                                                           | comerão                                                                            |
| Voorwaardeijk (Condicional of futuro do pretérito)   | comeria                                                                            | comerias                                                                           | comeria                                                                            | comeríamos                                                                         | comeríeis                                                                          | comeriam                                                                           |
| Conjunctief (Subjuntivo of conjuntivo)               | eu                                                                                 | tu                                                                                 | ele / ela / você / o senhor / a senhora                                            | nós                                                                                | vós                                                                                | eles / elas / vocês / os senhores / as senhoras                                    |
| Tegenwoordige tijd (Presente)                        | coma                                                                               | comas                                                                              | coma                                                                               | comamos                                                                            | comais                                                                             | comam                                                                              |
| Onvoltooid verleden tijd (Pretérito imperfeito)      | comesse                                                                            | comesses                                                                           | comesse                                                                            | comêssemos                                                                         | comêsseis                                                                          | comessem                                                                           |
| Toekomende tijd (Futuro)                             | comer                                                                              | comeres                                                                            | comer                                                                              | comermos                                                                           | comerdes                                                                           | comerem                                                                            |
| Imperatief (Imperativo)                              | eu                                                                                 | tu                                                                                 | ele / ela / você / o senhor / a senhora                                            | nós                                                                                | vós                                                                                | eles / elas / vocês / os senhores / as senhoras                                    |
| Bevestigend                                          | —                                                                                  | come                                                                               | coma                                                                               | comamos                                                                            | comei                                                                              | comam                                                                              |
| Ontkennend                                           | —                                                                                  | não comes                                                                          | não come                                                                           | não comamos                                                                        | não comais                                                                         | não comam                                                                          |

#### Werkwoorden op -ir
| Niet-eindige vormen                                  | Vorm                                                                                    | Vorm                                                                                    | Vorm                                                                                    | Vorm                                                                                    | Vorm                                                                                    | Vorm                                                                                    |
| ---------------------------------------------------- | --------------------------------------------------------------------------------------- | --------------------------------------------------------------------------------------- | --------------------------------------------------------------------------------------- | --------------------------------------------------------------------------------------- | --------------------------------------------------------------------------------------- | --------------------------------------------------------------------------------------- |
| Infinitief (Infinitivo)                              | partir                                                                                  | partir                                                                                  | partir                                                                                  | partir                                                                                  | partir                                                                                  | partir                                                                                  |
| Gerundium (Gerundio)                                 | partindo                                                                                | partindo                                                                                | partindo                                                                                | partindo                                                                                | partindo                                                                                | partindo                                                                                |
| Voltooid deelwoord (Particípio)                      | partido (partido, partida, partidos, partidas — respectievelijk M ev, V ev, M mv, V mv) | partido (partido, partida, partidos, partidas — respectievelijk M ev, V ev, M mv, V mv) | partido (partido, partida, partidos, partidas — respectievelijk M ev, V ev, M mv, V mv) | partido (partido, partida, partidos, partidas — respectievelijk M ev, V ev, M mv, V mv) | partido (partido, partida, partidos, partidas — respectievelijk M ev, V ev, M mv, V mv) | partido (partido, partida, partidos, partidas — respectievelijk M ev, V ev, M mv, V mv) |
| Indicative (Indicativo)                              | eu                                                                                      | tu                                                                                      | ele / ela / você / o senhor / a senhora                                                 | nós                                                                                     | vós                                                                                     | eles / elas / vocês / os senhores / as senhoras                                         |
| Tegenwoordige tijd (Presente)                        | parto                                                                                   | partes                                                                                  | parte                                                                                   | partimos                                                                                | partis                                                                                  | partem                                                                                  |
| Verleden tijd (Pretérito perfeito)                   | parti                                                                                   | partiste                                                                                | partiu                                                                                  | partimos                                                                                | partistes                                                                               | partiram                                                                                |
| Onvoltooid verleden tijd (Pretérito imperfeito)      | partia                                                                                  | partias                                                                                 | partia                                                                                  | partíamos                                                                               | partíeis                                                                                | partiam                                                                                 |
| Voltooid verleden tijd (Pretérito mais-que-perfeito) | partira                                                                                 | partiras                                                                                | partira                                                                                 | partíramos                                                                              | partíreis                                                                               | partiram                                                                                |
| Toekomende tijd (Futuro of futuro do presente)       | partirei                                                                                | partirás                                                                                | partirá                                                                                 | partiremos                                                                              | partireis                                                                               | partirão                                                                                |
| Voorwaardeijk (Condicional of futuro do pretérito)   | partiria                                                                                | partirias                                                                               | partiria                                                                                | partiríamos                                                                             | partiríeis                                                                              | partiriam                                                                               |
| Conjunctief (Subjuntivo of conjuntivo)               | eu                                                                                      | tu                                                                                      | ele / ela / você / o senhor / a senhora                                                 | nós                                                                                     | vós                                                                                     | eles / elas / vocês / os senhores / as senhoras                                         |
| Tegenwoordige tijd (Presente)                        | parta                                                                                   | partas                                                                                  | parta                                                                                   | partamos                                                                                | partais                                                                                 | partam                                                                                  |
| Onvoltooid verleden tijd (Pretérito imperfeito)      | partisse                                                                                | partisses                                                                               | partisse                                                                                | partíssemos                                                                             | partísseis                                                                              | partissem                                                                               |
| Toekomende tijd (Futuro)                             | partir                                                                                  | partires                                                                                | partir                                                                                  | partirmos                                                                               | partirdes                                                                               | partirem                                                                                |
| Imperatief (Imperativo)                              | eu                                                                                      | tu                                                                                      | ele / ela / você / o senhor / a senhora                                                 | nós                                                                                     | vós                                                                                     | eles / elas / vocês / os senhores / as senhoras                                         |
| Bevestigend                                          | —                                                                                       | parte                                                                                   | parta                                                                                   | partamos                                                                                | parti                                                                                   | partam                                                                                  |
| Ontkennend                                           | —                                                                                       | não partas                                                                              | não parta                                                                               | não partamos                                                                            | não partais                                                                             | não partam                                                                              |